# 甘党男子
甘党男子 (あまとうだんし) は、日本のアイドルグループ。「ワールドスイーツトレンドアイドル」スイーツがコンセプトの6人組のアイドルユニット。ファンネームは｢Sugar｣（シュガー）。
2022年8月に単独での初の1stシングル「バームクーヘン」を全国流通CDとして販売。(オリコンデイリーチャート4位、ウィークリーチャート5位、bill board japanウィークリーチャート4位)
公式ファンクラブ「シュガーポット」(レギュラー、ロイヤル)がある。

## 略歴

### 結成、甘党男子3illfy結成
2014年2月、ヒキノトオル主催ブログサイト「甘党男子」内にて行われた企画、「第３回スイーツ＆スマイルコンテスト」のファイナリスト８名により結成。コンテスト受賞後、「甘党男子」としてスイーツを世に広める広報的活動を行っていた。翌年の2015年2月、第４回スイーツ＆スマイルコンテント授賞式にて、「甘党男子3illfy」名義でアイドルグループの結成を発表。オリジナル楽曲「シュークリーム」のCD発売等、歌手としての活動を開始する。 2016年2月、第５回スイーツ＆スマイルコンテストのファイナリスト５名によって、甘党5期メンバー(後に甘党男子goofullと命名)が結成。単独での歌手活動は行われなかった。
[甘党男子3illfy]
佐藤友咲、石塚利彦、神久保翔也、三上義貴、木村ともや、二ノ宮一馬、春川真広、山下慎悟
[甘党男子goofull]
佐伯恵太、菅井義久、織乃靖羅、前中りょう、成瀬敦志

### 二グループに分かれての活動開始
2017年3月、甘党男子3illfy、gooful解散。甘党男子・甘党男児の2グループに分かれての新体制が発表される(成瀬敦史は両グループ兼任)。2017年4月23日に行われた「甘党祭#1〜新生！甘党男子、甘党男児お披露目公演〜」以降、グループ内楽曲を共有しあいながら、月一の定例ライブ「甘党祭」を中心にライブ活動を行う。(以降、毎年4月23日を起算日として周年を数える)
[甘党男子]
佐藤友咲、石塚利彦、三上義貴、木村ともや、二ノ宮一馬、KAZKI、成瀬敦志
[甘党男児]
神久保翔也、菅井義久、織乃靖羅、春川真広、前中りょう、山下慎悟、成瀬敦志

### 新体制へ
2018年3月、既存メンバーの卒業を経て、両グループを合体する形で再編成。甘党男児から春川真広、山下慎悟、前中りょうが卒業し、神久保翔也、菅井義久、織乃靖羅が甘党男子に合流(甘党男児は活動休止を発表する)。甘党男子からは佐藤友咲、KAZKIが卒業し、第６回スイーツ＆スマイルコンテストファイナリストの安田一大が加入。9人体制での甘党男子となる。
その後、2019年12月の織乃卒業、2020年7月の安田脱退、2022年12月の木村離脱により、2023年から6人体制へ。

## オリジナルメンバー及びその他で結成されたグループ

### GORILLA SHAKE
木村ともや、三上義貴、石塚利彦
甘党男子3illfy活動と並行しながら2016年6月22日、ライブイベントPOPCORNにてデビュー。
現在解散はしていないが活動はしていなく、2020年三上義貴生誕祭でのパフォーマンスを最後に活動は停止している。

### 甘党男児Sweet＆Bitter
増子陸人、榊颯馬、安達未来、矢島正法、そうかりゅうじ、広瀬海人、猪狩達也、小林聖矢、白馬光希、TOMOKI、新海大舞
2019年4月、スイーツ＆スマイルコンテスト第６回ファイナリスト＆第７回ファイナリストらによって、「甘党男児Sweet＆Bitter」が結成。1年間のライブ活動を経て、2020年3月解散。

### 甘党Jr.
門司利平、小宮山蒼人、間宮悠、広瀬海人、天海遥真、椎名いさぎ
2020年3月、甘党男児sweet＆bitterの増子陸人、小林聖矢に、第８回スイーツ＆スマイルコンテストファイナリストの門司利平を加えて、甘党Jr.結成。2年半のライブ活動を経て、2022年10月末に全員の卒業により活動休止。

## メンバー
公式サイトのプロフィールをもとに記述。
| 名前                          | 誕生日         | 血液型 | 愛称       | 担当スイーツ   | メンバーカラー | 出身地          | 備考                |
| ----------------------------- | -------------- | ------ | ---------- | -------------- | -------------- | --------------- | ------------------- |
| 石塚利彦 (いしづかとしひこ)   | 1983年6月16日  | A型    | いしちゃん | シュークリーム | 緑             | 神奈川          | 芸人:ひよしなかよし |
| 神久保翔也 (じんくぼしょうや) | 1991年6月25日  | O型(-) | じんくん   | たいやき       | 青             | 岩手県 軽米町   | 軽米町ふるさと大使  |
| 三上義貴 (みかみよしき)       | 1990年11月16日 | B型    | よしき     | アイス         | 黄             | 北海道          |                     |
| 二ノ宮一馬 (にのみやかずま)   | 1989年2月15日  | AB型   | かずま     | キャンディー   | 赤             | 神奈川          |                     |
| 菅井義久 (すがいあきひさ)     | 1991年12月16日 | A型    | あきちゃん | 菓子パン       | 白             | 神奈川 (＋静岡) | 俳優                |
| 成瀬敦志 (なるせあつし)       | 1992年12月15日 | O型    | あっしー   | だんご         | 水色           | 神奈川          |                     |

※メンバーの詳細は各個人ページ参照

### 過去のメンバー
- 春川真広 - 2017年7月卒業
- 佐藤友咲 - 2017年12月卒業
- 山下慎悟 - 2018年3月卒業。担当スイーツはワッフル、メンバーカラーはイエロー。
- 前中りょう - 2018年3月卒業
- KAZKI - 2018年3月卒業
- 織乃靖羅 - 2019年12月卒業。担当スイーツはパフェ、メンバーカラーはマゼンタ。
- 安田一大 - 2020年7月脱退。担当スイーツはクッキー、メンバーカラーはオレンジ。
- 木村ともや - 2022年12月離脱。担当スイーツはチョコレート、メンバーカラーは紫。

## ディスコグラフィ
楽曲の多くはライブでの発表を主としているが、いくつかは公式YouTubeや音楽配信サイトのサブスクリプションにて視聴可能(2022年3月6日から、ほぼすべての歴代楽曲が順次サブスクリプションにて公開されることが発表されている)。
また、黄色担当メンバー三上のYouTubeチャンネル「よちチャンネル」では、ライブ中のコール方法を指南するコール動画が、青色担当メンバー神久保のチャンネル｢じんくんの生活記録｣では、一部楽曲の歌割り動画が公開されている。
| 発表順 | 発表月     | タイトル                        | 視聴方法                                 | 備考 |
| ------ | ---------- | ------------------------------- | ---------------------------------------- | --- |
| 1      | 2015年3月  | シュークリーム                  | 公式YouTube -MV- 音楽配信サービス        | 甘党男子3illfy楽曲から継承。                                                                                         |
| 2      | 2015年3月  | たいやき                        | 音楽配信サービス                         | 甘党男子3illfy楽曲から継承。                                                                                         |
| 3      | 2015年9月  | パンプキン                      | 音楽配信サービス                         | 甘党男子3illfy楽曲から継承。原題は「パンプキンモンスター」                                                           |
| 4      | 2015年10月 | ドーナツ                        | 音楽配信サービス                         | 甘党男子3illfy楽曲から継承。原題は「どーなってるドーナツ」                                                           |
| 5      | 2015年11月 | チョコレート                    | 公式YouTube -MV- 音楽配信サービス        | 甘党男子3illfy楽曲から継承。                                                                                         |
| 6      | 2017年4月  | クレープ                        | 音楽配信サービス                         | |
| 7      | 2017年4月  | かき氷                          | 公式YouTube -LiveVideo- 音楽配信サービス | |
| 8      | 2017年4月  | わたあめ                        | 公式YouTube -LiveVideo- 音楽配信サービス | |
| 9      | 2017年5月  | チョコチップクッキー            | 音楽配信サービス                         | |
| 10     | 2017年6月  | パイナポー                      | 公式YouTube -MV- 音楽配信サービス        | |
| 11     | 2017年9月  | ガトーショコラ                  | 公式YouTube -LiveVideo- 音楽配信サービス | |
| 12     | 2017年9月  | ガトーショコラ～バラードver～   | 音楽配信サービス                         | |
| 13     | 2017年11月 | おしるこ                        | 音楽配信サービス                         | |
| 14     | 2017年12月 | きのたけ                        | 音楽配信サービス                         | |
| 15     | 2018年1月  | エクレア                        | 音楽配信サービス                         | |
| 16     | 2018年1月  | キャンディ                      | 音楽配信サービス                         | |
| 17     | 2018年2月  | NECO CAKE!                      | 公式YouTube -LiveVideo- 音楽配信サービス | |
| 18     | 2018年4月  | チョコバナナ                    | 音楽配信サービス                         | |
| 19     | 2018年6月  | いただきます                    |                                          | 甘党祭#27にて販売されたイベント限定小冊子にて音源CD付属。2023年4月の６周年イベントにて、アレンジされた6人ver.を発表  |
| 20     | 2018年8月  | 御手洗団子                      | 公式YouTube -MV- 音楽配信サービス        | |
| 21     | 2018年12月 | タピオカ                        | 公式YouTube -MV- 音楽配信サービス        | |
| 22     | 2019年2月  | あんぱん                        | 公式YouTube -LiveVideo- 音楽配信サービス | |
| 23     | 2019年2月  | さくらロール                    | 公式YouTube -MV- 音楽配信サービス        | 2ndワンマンライブ招待特典にて音源CDを配布                                                                            |
| 24     | 2019年4月  | 杏仁豆腐                        | 公式YouTube -MV- 音楽配信サービス        | |
| 25     | 2019年6月  | スイカ                          | 音楽配信サービス                         | |
| 26     | 2019年8月  | ハニートースト                  | 公式YouTube -MV- 音楽配信サービス        | はるな愛とのコラボレーション楽曲 テレビ東京 「じっくり聞いタロウ～スター近況㊙報告～」 2019年9月度エンディングテーマ |
| 27     | 2019年8月  | どら焼き                        | 公式YouTube -LiveVideo- 音楽配信サービス | はるな愛とのコラボレーション楽曲 TBS「有田ジェネレーション」 2019年９月度エンディングテーマ                          |
| 28     | 2019年12月 | パルフェ                        | 音楽配信サービス                         | |
| 29     | 2020年1月  | COOKIE                          | 公式YouTube -MV- 音楽配信サービス        | テレビ東京「プレミアMelodiX!」2020年4月度エンディングテーマ                                                          |
| 30     | 2020年5月  | トライフル                      | 公式YouTube -MV- 音楽配信サービス        | 2020年7月、公式通販サイトにてCD販売                                                                                  |
| 31     | 2020年10月 | ジェリービーンズ                | 音楽配信サービス                         | |
| 32     | 2020年11月 | BIRTHDAY CAKE                   | 公式YouTube -MV- 音楽配信サービス        | テレビ東京「プレミアMelodiX!」2021年2月度エンディングテーマ                                                          |
| 33     | 2021年4月  | パンナコッタ                    | 公式YouTube -MV- 音楽配信サービス        | テレビ東京「音流 ～ONRYU～」2021年8月度エンディングテーマ                                                            |
| 34     | 2021年7月  | モンブラン                      | 音楽配信サービス                         | テレビ東京「プレミアMelodiX!」2021年9月度エンディングテーマ                                                          |
| 35     | 2021年7月  | クリームソーダ                  | 音楽配信サービス                         | 三上、木村、神久保の3人ユニットによる楽曲                                                                            |
| 36     | 2022年3月  | バームクーヘン                  | 公式YouTube -MV- 音楽配信サービス        | オリコンデイリーチャート4位、ウィークリーチャート5位 bill board japanウィークリーチャート4位                         |
| 37     | 2022年4月  | Ｓｕｇａｒ                      | 公式YouTube -MV- 音楽配信サービス        | 二ノ宮一馬が作詞に、神久保翔也が作曲に、木村ともやがMV制作に携わっている                                             |
| 38     | 2022年8月  | キャンディ-2022-                | 音楽配信サービス                         | |
| 39     | 2022年8月  | スフレ                          | 音楽配信サービス                         | |
| 40     | 2022年11月 | アイスクリーム                  | 公式YouTube -MV- 音楽配信サービス        | 三上義貴が歌詞及びMV制作に携わっている                                                                               |
| 41     | 2022年12月 | プリン                          | 公式YouTube -MV- 音楽配信サービス        | |
| 42     | 2022年12月 | アプフェルシュトゥルーデル      |                                          | |
| 43     | 2023年5月  | イチゴ                          | 公式YouTube -MV- 音楽配信サービス        | |
| 44     | 2023年7月  | チーズケーキ                    | 音楽配信サービス                         | |
| 45     | 2023年9月  | シェイク                        | 公式YouTube -MV- 音楽配信サービス        | |
| 46     | 2023年12月 | アフォガート                    |                                          | |
| 47     | 2024年4月  | ラムネ                          | 公式YouTube -MV- 音楽配信サービス        | 東北放送「ぶっちゃけ！ブラザーズ」タイアップ                                                                         |
| 48     | 2024年6月  | シャーベット                    | 公式YouTube -MV- 音楽配信サービス        | ぎふちゃん高校野球2024・IBCラジオ「熱血！IBCラジオ高校野球応援団」テーマソング                                       |
| 49     | 2024年9月  | ティラミス                      | 公式YouTube -MV- 音楽配信サービス        | 読売テレビ「キューン!」エンディングテーマ                                                                            |
| 50     | 2024年11月 | ピスタチオ                      | 音楽配信サービス                         | |
| 51     | 2024年11月 | Mochi                           | 音楽配信サービス                         | |
| 52     | 2024年11月 | 杏仁ソフト                      | 音楽配信サービス                         | |
| 53     | 2024年11月 | カヌレ                          | 音楽配信サービス                         | |
| 54     | 2025年1月  | ガレッド・デ・ロア              |                                          | |
| 55     | 2025年3月  | マシマロ                        | 公式YouTube -MV- 音楽配信サービス        | |
| 56     | 2025年4月  | ショートケーキ                  | 公式YouTube -MV- 音楽配信サービス        | |
| 57     | 2025年6月  | たいやき～やけやけたいやきver～ | 公式YouTube -MV- 音楽配信サービス        | |
| 58     | 2025年8月  | ビターキャラメル                |                                          | |

| 発売日        | タイトル                          | 収録曲 | アーティスト          | 品番      |
| ------------- | --------------------------------- | --- | --------------------- | --------- |
| 2019年9月18日 | ハニートースト                    | 1.ハニートースト 2.どら焼き 3.ハニートースト[instrumental] 4.どら焼き[instrumental]                                                                                  | 甘党男子feat.はるな愛 | DHGS-0002 |
| 2022年8月3日  | バームクーヘン (Ｓｕｇａｒ盤)     | 1.バームクーヘン 2.キャンディ-2022- 3.Sugar 4.バームクーヘン[instrumental] 5.キャンディ-2022- [instrumental] 6.Sugar[instrumental]                                   | 甘党男子              | DHGA-001  |
| 2022年8月3日  | バームクーヘン (通常盤)           | 1.バームクーヘン 2.キャンディ-2022- 3.バームクーヘン[instrumental] 4.キャンディ-2022- [instrumental]                                                                 | 甘党男子              | DHGA-002  |
| 2024年11月6日 | あまだんスイーツボックス (Type P) | 1.シャーベット 2.ティラミス 3.カヌレ 4.ラムネ 5.ピスタチオ(ボーナストラック)                                                                                         | 甘党男子              | SMRA-1101 |
| 2024年11月6日 | あまだんスイーツボックス (Type M) | 1.シャーベット 2.ティラミス 3.カヌレ 4.ラムネ 5.Mochi(ボーナストラック)                                                                                              | 甘党男子              | SMRA-1102 |
| 2024年11月6日 | あまだんスイーツボックス (Type A) | 1.シャーベット 2.ティラミス 3.カヌレ 4.ラムネ 5.杏仁ソフト(ボーナストラック)                                                                                         | 甘党男子              | SMRA-1103 |
| 2025年6月25日 | ショートケーキ (DVD付き)          | 1.ショートケーキ 2.マシマロ 3.たいやき～やけやけたいやきver～ DVD 1.「ショートケーキ」レコーディングオフショット 2.ジャケット撮影オフショット 3.メンバーフリートーク | 甘党男子              | SMRA-1104 |
| 2025年6月25日 | ショートケーキ                    | 1.ショートケーキ 2.マシマロ 3.たいやき～やけやけたいやきver～ | 甘党男子              | SMRA-1105 |

| 発売日         | タイトル                                                        | 品番                                       |
| -------------- | --------------------------------------------------------------- | ------------------------------------------ |
| 2019年7月17日  | 甘党男子2ndワンマンライブ～こちらのお席でよろしいでしょうか？～ | AMTB-1001(Blu-ray) AMTD-1001(DVD)          |
| 2022年2月21日  | 甘党男子3rdワンマンライブ～It's a sweets world～                | 公式通販サイトにて販売 555枚限定シリアル付 |
| 2024年９月30日 | 甘党男子ワンマンライブ2023 Shake!! Shake!! Shake!!              | 公式通販サイトにて販売 SMN-05001           |
| 2025年4月29日  | 甘党男子Zepp TOUR DVD お菓子アイドルの金鯱鉾(めじるし)          | SMN-05002                                  |
| 2025年4月29日  | 甘党男子Zepp TOUR DVD 菓子くれないの？中華街(シーパラダイス)    | SMN-05003                                  |

その他の楽曲
- 「ミルミルSUMMER」(2015年) - "甘党男子3illfy"時代の楽曲。甘党男子へは継承されなかった。
- 「3illfy☆パラダイス」(2015年) - "甘党男子3illfy"時代の楽曲。甘党男子へは継承されなかったが、一部メロディーが"いただきます"の元となっている。
- 「アイスマン」 (2016年)-  "甘党男子3illfy"時代の楽曲。アイスマン福留とのコラボ楽曲で、原題は「アイスマンのテーマ」。甘党男子へは継承されたが、人気楽曲ランキング投票やサブスクリプション配信には選出されなくなった。
- 「ナタデココ」(2017年)-　"甘党男児"時代の楽曲。その後、2019年結成の"甘党男児Sweet＆Bitter"が歌うようになるが、甘党男子への曲戻りはなく、人気楽曲ランキング投票やサブスクリプション配信には選出されなくなった。
- 「甘党祭」(2017年4月) - 定期開催ライブ「甘党祭」内にて、一時期の間のみ歌われていた楽曲。
- 「推しが歌うトライフル」(2020年7月) - 公式通販サイト「amadan-shop」にて期間限定販売されたCD。メンバーそれぞれによるソロ歌唱＋メッセージコメントが収録されている。
- 「芋けんぴ」(2020年5月) - TikTok用楽曲としてSNS上に一部分のみが発表された楽曲。フルサイズは未発表。
- 「キミと僕」(2021年12月) - 生誕イベント「スガイ、もう◯十路だってよ ～やりたい事ぜーんぶ詰め込んじゃった～」のグッズ付チケットにて配布されたオリジナルCD。菅井本人による作詞・作曲・ソロ歌唱曲「キミと僕」が収録されている。
- 「辛党男子」(2022年4月) - イベント「５大都市ツアー 甘党男子と5OTOトラベル!!～バームクーヘンを添えて～」を振り返ろうの会」にて発表された楽曲。同年4月1日に「スパイスがコンセプトの7人組ロックバンド"辛党男子"」と発表されたエイプリルフールネタを発端に、メンバー全員が本当にロックバンドを結成し、本人達によるバンド生演奏が行われた。各種音楽サブスクリプション、YouTubeにて「辛党男子」名義で配信されている。構成メンバーはVo. ジョロキ・アツシ、Gt. 中本アキ／キム・チ、Ba. 石塚利彦、Dr. カプサイ・神(SiN)、 Pf.  柿・ピーコ、Per. 十辛ヨシキとなっている。
- 「days」(2022年6月) - 生誕イベント「Thank you !!!!!!!」にて販売されたオリジナルCD。石塚本人による作詞・ソロ歌唱曲「days」が収録されている。
- 「39」(2022年６月) - 生誕イベント「Thank you !!!!!!!」の"超優先席"チケットにて配布されたオリジナルCD。グループに縁のあるアーティスト陣により制作された全曲石塚ソロ歌唱によるコンピレーションアルバムになっており、オリジナル曲3曲「Fluppy Days」・「gift」・「1年後のバースディ」＋カバー曲2曲「ミラクル・あんこクレープ」「シュークリーム　-Korean ver.-」の5曲が収録されている。
- 「アイスクリーム」(2022年11月) - 生誕イベント「MIKAMI YOSHIKI BIRTHDAY LIVE2022」にて販売された、三上ソロ歌唱CD。
- 「御手洗団子」(2022年12月) - 生誕イベント「ATSUSHI NARUSE  BIRTHDAY LIVE2022」にて販売された、成瀬ソロ歌唱CD。バラードバージョンにアレンジされている。
- 「Chou a la Creme」(2023年9月) - 生誕イベント「２度目の成人式」の"応援席"チケットにて配布されたオリジナルCD。石塚ソロ歌唱によるオリジナル曲「ブラックコーヒー」＋石塚ソロカバー曲「イチゴ」が収録されている。

## 書籍
- 甘党男子のスイーツブック　Vol.1(2018年5月28日発売)
- 甘党男子のスイーツブック　Vol.2(2019年1月下旬発売)
- アイドル×漫画デジタル写真集「アイドルの本棚」　甘党男子編(2018年11月23日販売)

## 出演

### バラエティ・情報番組
- Love music(2019年9月 フジテレビ)
- 音ボケPOPS(2019年10月 TOKYO MX)
- プレミアMelodiX!(2020年4月 テレビ東京)
- いいねの森(2020年12月 テレビ朝日)
- 音流～ONRYU～(2021年1月 テレビ東京)
- プレミアMelodiX!(2021年2月 テレビ東京)
- プレミアMelodiX!(2021年2月 テレビ東京)
- 音流～ONRYU～(2021年8月 テレビ東京)
- プレミアMelodiX!(2021年9月 テレビ東京)
- 知ってる！！知らない！？愛知おやつ100菓(2022年9月 テレビ愛知)
- 甘党男子のおひとついかが？(2022年10月 - 2023年9月、テレビ愛知)
- まるごと(2023年2月 静岡第一テレビ)
- スイーツの女王様(2023年5月 - 北海道放送、福島中央テレビ、チューリップテレビ、TOKYO MX、新潟放送、IBC岩手放送)
- 甘党男子のシュガースポット(2023年10月 - 2025年3月、岐阜放送、三重テレビ)
- Digった！(2024年2月 - 名古屋テレビ)
- うたなびMAX!!(2024年10月 - TOKYO MX等全国12局)

### ラジオ
- キラメキ ミュージック スター「キラスタ」(2019年9月 NACK5)
- 甘党男子のベツバラ!!(2019年12月 - 2021年3月 NACK5)
- インフォミュージック(2020年11月 - 12月 FM沖縄)
- TALK ABOUT(2020年11月28日 TBSラジオ)
- PiPi Twilight Way(2021年4月1日 FM PiPi)
- Beat Around 834 サテライトFLASH(2021年7月 - 9月 メディアスエフエム)
- 横浜ユーポスRADIO＋!!(2021年11月22日)
- GO!GO!らじ丸(2022年6月20日 青森放送)
- かわさきDOWNSTREAM(2022年7月1日・8月5日 かわさきFM)
- ゆうがたGトーク♪(2022年7月5日・12日 FMごしょがわら)
- 二畳半レコードオンラヂオ(2022年7月 ふくしまFM)
- POT LUCK(2022年8月8日 FM GUNMA)
- 甘党男子の甘時間(2022年8月 - CBCラジオ)
- Tresen(2022年9月12日 FMヨコハマ)
- なぎさSeaside Tune(2022年11月7日・2023年1月25日・2023年2月20日　FMなぎさステーション)
- ヴィトルのハッピーカーニバル(2022年11月19日･26日　MID-FM)
- UN新春スペシャル～新人シャンソン歌手総出出演新春シャンソンショー～(2023年1月5日　愛知北FM)
- おとなりさん(2023年1月23日　文化放送)
- 甘党男子夜のお茶会-アフターディナートーク-(2023年2月 - FMなぎさステーション)
- ＆RADIO(2023年2月18日　ラジオ高崎)
- 石塚利彦のウマい話(2023年4月　FM愛知)
- PRINCE HOTELS & RESORTS presents 自然と歴史とグルメと (2023年4月　FMヨコハマ「lovely day」内)
- 甘党男子のナイトパーティー (2023年4月7日 - 2024年9月27日、FM GIFU）
- 甘党男子服別生出演番組(2023年5月2日　Tokyo Star Radio)
- Tresen(2023年5月15日)
- Weekend Live あんたっちゃぶる(2023年5月19日　RKBラジオ)
- オラン・ド(2023年5月20日　カシオペアFM)
- 甘党男子 神久保翔也の御菓子倶楽部(2023年10月 - IBC岩手放送)
- 音楽の時間ですよ！(2024年9月17日   ぎふチャンラジオ)
- ひろせPのしゃべるP（2024年9月20日    ShibuyaCrossFM）
- YOKOHAMAパーラー (2025年 4月　FMヨコハマ)

### インターネット配信
- 甘党男子 結成3周年記念生配信スペシャル(2020年4月)
- 甘党男子の世界一甘い授業(2020年8月)
- 甘塔TV 〜甘党男子とタワレコで待ち合わせ〜(2021年8月 - )

## 主な活動実績
毎月の定例ライブや主催イベントの他、各種アイドルイベントにも多く参加しているが、ここでは特に地域イベント・学園祭・ワンマンライブ等を中心に記述する。
- 肉フェス　TOKYO 2018　(2018年4月27日～5月6日　お台場特設会場　お台場青海地区P区画)
- OTODAMA SEA STUDIO 2018 supported by POCARI SWEAT ～LOOKING GOOD 2018～　(2018年7月17日　OTODAMA SEA STUDIO)
- モテワンコンテスト2018　(2018年8月4日　幕張メッセ)
- まつりつくば2018　(2018年8月25日 – 2018年8月26日　つくばクレオスクエア前)
- KANSAI COLLECTION 2018 AUTUMN & WINTER　(2018年8月29日　京セラドーム大阪)
- 燃えよ！商工会青年部!!　第18回こうのす花火大会　(2018年10月13日　埼玉)
- 聖学院大学ヴェリタス祭(2018年11月3日　聖学院大学)
- TOKYOスイーツ祭　(2018年11月23日～12月2日　アクアシティお台場 3階 アクアアリー)
- みんなで広げよう真心のWA！in東京ドイツ村イルミネーションライトアップ野音フェス　(2019年1月20日　東京ドイツ村)
- ANIMAN春の宴2019　(2019年3月23日　愛知)
- 肉フェス　TOKYO2019　(2019年4月26日～5月3日　お台場特設会場)
- 肉フェス　OSAKA2019　(2019年5月4日～5月6日　大阪市　長居公園　自由広場)
- 餃子フェス　OSAKA2019 　(2019年5月5日～5月6日　大阪城公園 　太陽の広場)
- 世田谷スイーツフェスティバル　(2019年7月20日 　三軒茶屋キャロットタワー)
- 東京ラーメンショー2019　(2019年11月3日　駒沢オリンピック公園)
- 日本大学経済学部　学園祭閉会式　(2019年11月4日　日本大学)
- 東京家政学院大学　第56回KVA祭　(2019年11月9日　東京家政学院大学)
- 池袋発！テレ東Mixaliveフェス＃１　(2020年6月29日)
- ベトナムフェスティバル2020 ベトナム・アジアの心 (2020年11月8日　代々木公園イベント広場)
- Hiroko Tokumine 2020 Collection Show (2020年12月5日　ホテルスプリングス幕張)
- 北海道グランプリ in 新宿西口　(2021年4月4日、4月7日、4月14日　新宿西口 SHINJUKU ODAKYU PARK)
- 新宿オクトーバーフェスト2021～SPRING～　(4月29日、30日　新宿西口 SHINJUKU ODAKYU PARK)
- 第7回 Japan Vietnam Festival　(2021年4月17日)
- World B.B.Q＆Oktoberfest　(2021年6月23日〜9月23日　新宿西口 SHINJUKU ODAKYU PARK)
- SPOOKY MIX in Sanrio Puroland　(2021年8月21日　京王多摩センター サンリオピューロランド)
- 甘塔TV〜甘党男子とタワレコで待ち合わせ〜　(2021年8月22日　タワーレコード渋谷店 B1F CUTUP STUDIO)
- 甘塔TV〜甘党男子とタワレコで待ち合わせ〜 vol.1　(2021年9月12日　タワーレコード渋谷店 B1F CUTUP STUDIO)
- 甘塔TV〜甘党男子とタワレコで待ち合わせ〜 vol.2　(2021年10月3日　タワーレコード渋谷店 B1F CUTUP STUDIO)
- あげお　秋の食フェスinアリオ上尾　(2021年11月13日、14日　アリオ上尾　屋外イベント広場)
- 甘塔TV〜甘党男子とタワレコで待ち合わせ〜 vol.3　(2021年11月23日　タワーレコード渋谷店 B1F CUTUP STUDIO)
- 松本梨香 バースデーライブ 2021 ～If you’re happy, then I’m happy too♪～　(2021年11月27日　代アニライブステーション)
- クリスマスマーケット2021 in 日比谷 (2021年12月10日、13日、18日、22日、24日　日比谷公園　噴水広場)
- 甘塔TV〜甘党男子とタワレコで待ち合わせ〜 vol.4　(2021年12月11日　タワーレコード渋谷店 B1F CUTUP STUDIO)
- 甘塔TV〜甘党男子とタワレコで待ち合わせ〜 vol.5　(2022年1月10日　タワーレコード渋谷店 B1F CUTUP STUDIO)
- 甘塔TV〜甘党男子とタワレコで待ち合わせ〜 vol.6　(2022年2月13日　タワーレコード渋谷店 B1F CUTUP STUDIO)
- 甘党男子×DEL’IMMO TOKYO CAFÉ(2022年3月14日　DEL’IMMO TOKYO CAFÉ)
- カンボジアフェスティバル2022 (2022年5月3日・4日　代々木公園野外ステージ)
- 1stシングル「バームクーヘン」リリースイベント(2022年5月21日〜2022年7月31日)
- 浦和美園夏祭り(2022年8月13日　ウニクス浦和美園)
- マジカルショップPR(2022年8月28日　ウニクス浦和美園)
- テレビ愛知 10 チャン縁日(2022年9月3日〜4日　矢場公園)
- 第8回学魂祭(2022年9月18日　匂当台公園)
- バウムクーヘン博覧会2022-秋-　公式サポーター(2022年9月21日〜26日　松坂屋名古屋店)
- 第9回あいちめし　岡崎城合戦！(2022年10月1日〜2日　岡崎城下左右両岸河原一帯)
- 津田塾大学　第63回津田塾祭(2022年10月23日)
- バウムクーヘン博覧会2022-秋-　公式サポーター(2022年10月27日〜11月1日　東武百貨店池袋店)
- 神奈川県立商工高等学校文化祭「商工祭」(2022年10月30日)
- バウムクーヘン博覧会2022-秋-　公式サポーター(2022年11月3日〜11月8日　京王百貨店新宿店)
- 第二回海老名ビナウォーク校文化祭(2022年11月3日　海老名　ビナウォーク)
- Sun Music Festival vol.4(2022年11月25日　アスナル金山)
- セラミックパークMINO開館20周年特別企画〜20年の感謝……そして未来へ〜(2022年11月26日)
- 静岡県伊東市　伊東お菓子ぃ共和国公式「餡バサダー」就任式(2022年12月4日　伊東マリンタウン)
- 大須商店街×テレビ愛知 感謝祭2022(2022年12月11日　大須商店街ふれあい広場)
- 第11回MITO世界チョコレートフェスティバル(2023年2月2日･4日　茨城県庁)
- 甘塔TV〜甘党男子とタワレコで待ち合わせ〜バレンタインスペシャル(2023年2月11日　タワーレコード渋谷店 B1F CUTUP STUDIO)
- バウムクーヘン博覧会2023-春-　公式サポーター(2023年3月1日〜3月6日　神戸阪急)
- バウムクーヘン博覧会2023-春-　公式サポーター(2023年3月16日～3月23日　そごう広島)
- カンボジアフェスティバル2023 (2023年5月3日・4日　代々木公園野外ステージ)
- FM伊東なぎさステーション開局25周年マルシェ(2023年5月6日　伊東ショッピングプラザデュオ)
- FMヨコハマキャラバン in ダイナシティ(2023年5月7日　ダイナシティ)

### ワンマンライブ
- 甘党男子 1stワンマンライブ「いらっしゃいませー↑↑」　(2018年8月15日　新宿BLAZE)
- 甘党男子 2ndワンマンライブ「こちらのお席でよろしいでしょうか？」　(2019年2月13日　マイナビBLITZ赤坂)
- 甘党男子 3rdワンマンライブ「〜it’s a sweets world〜」　(2021年7月29日　LINE CUBE SHIBUYA (渋谷公会堂)
- 1st Single「バームクーヘン」リリースイベント　〜ありがとうを言わせてください〜　(2022年8月3日　新宿BLAZE)
- 甘党男子 4thワンマンライブ ｢Shake!! Shake!! Shake!!｣　(2023年10月15日　東京ヒュリックホール)
- 甘党男子Zepp LIVE TOUR2024 (2024年9月30日 Zepp Nagoya/2024年11月6日 Zepp Yokohama)
- 甘党男子結成8周年ライブ「あつまれあまとうの盛」　(2025年4月29日　東京ヒューリックホール)

### 全国ツアー
- 甘党祭全国ツアー in 福岡、大阪、名古屋、札幌、栃木、群馬、東京　(2019年7月6日～2019年12月31日)
- 5大都市ツアー「甘党男子と5OTOトラベル!!～バームクーヘンを添えて～」
  - 2022年3月6日 札幌 PIGSTY
  - 2022年3月19日 福岡 AIWA HALL
  - 2022年4月2日 名古屋 VERSUS東海ホール
  - 2022年4月9日 大阪 livehouse STARBOX
  - 2022年4月24日 東京 WOMB
- 甘党男子「イチゴイチエツアー2023」
  - 2023年6月10日 神奈川 杜のホーム
  - 2023年6月24日 仙台 誰も知らない劇場
  - 2023年7月1日 福岡 AIWA HALL
  - 2023年7月15日 大阪 世界館
  - 2023年6月10日 名古屋 BM THEATER
- 甘党男子「はじめましてツアー」
  - 2024年3月3日 台湾 StudioLiveHouse PEPEROLL
  - 2024年3月20日 岩手 かるまい文化交流センター"宇漢米館"
  - 2024年3月22日 岩手 MOSSビル
  - 2024年3月23日 岩手 盛岡劇場
  - 2024年3月24日 宮城 仙台駅前EBeans
  - 2024年4月7日 岐阜 Club-G
  - 2024年4月14日 三重 多気vision
  - 2024年4月23日 東京 飛行船シアター
- 甘党男子「夏、はじめましたツアー後半戦」
  - 2024年7月6日 広島 ALPARK
  - 2024年7月7日 広島 アリスガーデン
  - 2024年7月31日 東京 ららぽーと立川立飛
  - 2024年8月23日 三重 イオンモール津南
  - 2024年8月25日 愛知 イオンモール名古屋茶屋